# Maja Rogemyr
Maja Rogemyr, född 10 juni 1991, är en svensk friidrottare. Hon vann SM-guld på 60 meter häck inomhus år 2013, 2014 och 2017. Rogemyr tävlar för IF Göta.

## Personliga rekord
| Utomhus - 100 meter – 12,42 (medvind) (Karlstad 13 augusti 2016) - 100 meter häck – 13,61 (Skara 3 september 2016) - 100 meter häck – 13,45 (medvind) (Umeå 2 augusti 2014) - 400 meter häck – 1:07,05 (Stockholm 1 juli 2009) | Inomhus - 60 meter – 7,74 (Karlstad 25 januari 2014) - 60 meter – 7,76 (Karlstad 27 januari 2008) - 60 meter häck – 8,18 (Belgrad, Serbien 3 mars 2017) - Längdhopp – 5,48 (Örebro 15 januari 2011) |